# Níjnie Peni
Níjnie Peni - Нижние Пены (rus) - és un poble de l'óblast de Bélgorod, a Rússia. El 2010 tenia 990 habitants. Pertany al districte (raion) de Rakítnoie.